# Jens Martin Knudsen
Jens Martin Knudsen (Saltangará, 1967. június 11. –) feröeri labdarúgó, az NSÍ Runavík kapusa. Elsősorban fehér, bojtos gyapjúsapkájáról ismert, amelyben minden mérkőzésen védett. Ezt egy 14 éves kori sérülése miatt kellett viselnie.

## Pályafutása
Pályafutását az NSÍ Runavík csapatánál kezdte. 1992-ben a GÍ Gøta csapatához igazolt, amellyel 1993 és 1996 között zsinórban négyszer nyerte meg a feröeri bajnokságot. Két szezont Izlandon, a Leiftur Ólafsfjörðurnál játszott, majd hazatért. Rövid ideig a skóciai Ayr United F.C.-nél volt kölcsönben, majd újabb egy évig a Leiftur játékosa volt. 2001-ben játékosedzőként tért vissza az NSÍ-hez. 2007-ben, 40 évesen vonult vissza.
A Feröeri labdarúgó-válogatottban 1988 és 2006 között összesen 65 hivatalos mérkőzésen lépett pályára, ami a harmadik legtöbb az ország labdarúgásának történetében.

## Fordítás
- Ez a szócikk részben vagy egészben a Jens Martin Knudsen (footballer) című angol Wikipédia-szócikk ezen változatának fordításán alapul.  Az eredeti cikk szerkesztőit annak laptörténete sorolja fel. Ez a jelzés csupán a megfogalmazás eredetét és a szerzői jogokat jelzi, nem szolgál a cikkben szereplő információk forrásmegjelöléseként.

## Külső hivatkozások
- Profil, worldfootball.net (angol)
- Profil, National Football Teams (angol)